# Libellula composita
Libellula composita är en trollsländeart som först beskrevs av Hagen 1873.  Libellula composita ingår i släktet Libellula och familjen segeltrollsländor. Inga underarter finns listade i Catalogue of Life.